# ブロークン・フラワーズ
『ブロークン・フラワーズ』（Broken Flowers）は2005年に制作されたドラマ・コメディ映画。ジム・ジャームッシュ監督。第58回カンヌ国際映画祭において審査員特別グランプリを獲得した。

## ストーリー
主人公の中年男性、ドン・ジョンストン（ビル・マーレイ）はコンピューター・ビジネスでひと山当てて悠々自適の生活のはずだが、無気力な生活ぶりがたたって恋人シェリーに去られてしまう。そんなある日、ドンは匿名の手紙を受け取る。手紙は彼の元ガールフレンドからで、彼には19歳になる息子がいると書いてあった。元ガールフレンドと言っても名前がなく、誰なのか分からず、その手紙に対してどうする気も持っていなかったドンだが、隣人のウィンストン（ジェフリー・ライト）の熱心な勧めにより、可能性のある4人の女性を訪ねることにする。

## キャスト
ドン・ジョンストン
演 - ビル・マーレイ
コンピュータ・ビジネスで成功するも、同居していたガールフレンドに愛想尽かしをされるような冴えない中年男。
ウィンストン
演 - ジェフリー・ライト
ドンの友人。
モナ
演 - ヒーサー・アリシア＝シムズ
ウィンストンの妻。
シェリー
演 - ジュリー・デルピー
ドンの恋人。
ローラ（昔の彼女 -1）
演 - シャロン・ストーン
クローゼット・オーガナイザー。レーシング・ドライバーであった夫は事故死し、未亡人となっている。
ロリータ
演 - アレクシス・ジーナ
ローラの娘。
ドーラ（昔の彼女 -2）
演 - フランセス・コンロイ
1960年代にはフラワーチャイルドであった。現在は夫ロンと不動産業を営む。
ロン
演 - クリストファー・マクドナルド
ドーラの夫。
カルメン（昔の彼女 -3）
演 - ジェシカ・ラング
アニマル・コミュニケーターとして成功。
カルメンのアシスタント
演 - クロエ・セヴィニー
ペニー（昔の彼女 -4）
演 - ティルダ・スウィントン
荒地のボロ家で生活。
ひとり旅の少年
演 - マーク・ウェバー
車窓の青年
演 - ホーマー・マーレイ